# Eagle Station
Eagle Station è una meteorite di 36,3 kg che è stata trovata nel 1880 in Kentucky (Stati Uniti).

## Storia
Una singola massa di 36,3 kg fu recuperata nel 1880 a circa 1,2 km da Eagle Station (Carroll Country), Kentucky.
Si stima che il meteoroide che ha originato il meteorite di Eagle Station avesse una massa originale di poco più di 80 kg e che dopo essersi staccato dal suo corpo progenitore sia rimasto a vagare nello spazio per circa 32 milioni di anni (±6) prima di precipitare sulla Terra.

## Composizione e classificazione
Appartiene, e dà il nome, al gruppo di pallasiti ES o ESP (acronimo di Eagle Station Pallasites). Queste meteoriti sono caratterizzate da un contenuto di fayalite superiore a quello di tutte le altre pallasiti. I cristalli di olivina sono irregolari e altamente frammentati e decisamente preponderanti rispetto alla matrice metallica.

## Esemplari
La massa principale è conservata a Vienna presso il Naturhistorisches Museum.